# 青义镇
青义镇，是中华人民共和国四川省绵阳市涪城区下辖的一个乡镇级行政单位。2019年12月，撤销金家林街道和龙门镇，将其所属行政区域划归青义镇管辖，青义镇人民政府驻龙港路60号。

## 行政区划
青义镇下辖以下地区：
青漪社区、灯塔社区、龙溪村、龙中村、大龙村、中龙村、长梁村、兴龙村、绵江村和青羊村。